# ويلي ليديسما
ويلي ليديسما (بالإسبانية: Luis Alfonso Ledesma Galán)‏ هو لاعب كرة قدم إسباني في مركز الهجوم، ولد في 23 يناير 1989 في توريميجايا في إسبانيا. لعب مع رايو فايكانو.

## وصلات خارجية
- ويلي ليديسما على موقع Soccerway.com (الإنجليزية)
- ويلي ليديسما على موقع AS.com (الإسبانية)